# Deutsche Rundschau (Kanada)
Die Deutsche Rundschau war eine deutschsprachige Auslandszeitung aus Kanada, die 1997 für Deutschsprachige und Deutschstämmige weltweit gegründet wurde.
Die Monatszeitung hat nach eigenen Angaben rund 80.000 Leser in über 140 Staaten.
Die Auflage betrage rund 20.000 Exemplare und die Auflage werde zu drei Vierteln in den USA und Kanada vertrieben.
Die verkaufte Auflage betrage rund 11.500 Exemplare. Die weltweit 12 Redakteure und ca. 170 freien Mitarbeiter arbeiten ehrenamtlich.
Herausgeber ist der deutsch-jüdische Verleger Juri Klugmann.
Ein Unterscheidungsmerkmal zu anderen deutschsprachigen Druckmedien in Nordamerika ist, dass die Deutsche Rundschau keine Nachrichten der dpa enthält, sondern nur exklusive, selbstverfasste und spezifisch auf Auslandsdeutsche zugeschnittene Artikel.
Mit der Ausgabe Juli/August 2014 wurde das Erscheinen aus finanziellen Gründen eingestellt.